# Paul Biya
Paul Biya, kamerunski politik in predsednik, * 13. februar 1933, Mvomeka'a.
Biya je bil prvi predsednik vlade Kameruna, od leta 1982 pa je neprekinjeno predsednik države. Ob enem je eden od afriških predsednikov z najdaljšim stažem.

## Življenjepis
Biya se je rodil v južnem delu Kameruna, ki je bil nekoč francoska kolonija. Študiral je mednarodne odnose v Franciji, v politiko pa je vstopil v sedemdesetih letih 20. stoletja, ko je bil v Kameruni na oblasti predsednik Ahmadou Ahidjo. Leta 1975 je bil izvoljen za premierja Kameruna, po odstopu predsednika Ahidja, leta 1982, pa je postal predsednik države.

## Režim
Od takrat je bil že šestkrat ponovno izvoljen z uradno izjemno močno podporo volivcev, vendar je legitimnost teh volitev sporna. Zadnjič je bil na predsedniških volitvah izvoljen leta 2018, dobil pa je kar 71,28 % glasov. Kljub temu se je po mnenju analitikov Paul Biya po neuspešnem državnem udaru, ki so ga izvedli pripadniki opozicije leta 1984, osredotočil izključno na politično preživetje svojega režima. Že večkrat je zlorabil možnost predsedniškega dekreta in si z njim prisvojil visoke dobičke državnih podjetij.
V letu 1997 je neki francoski časnik ocenil njegovo osebno premoženje na pol milijarde takratnih francoskih frankov. Med drugim je Biya lastnik nepremičnin v Nemčiji in Franciji. Kljub temu, da je režim Paula Biye sicer daleč od uveljavljenih demokratičnih standardov in, da so nanj pogosto naslovljeni očitki marginalizacije angleško govorečih državljanov, ki živijo v delu Kameruna, ki je nekoč sodil pod britansko kolonialno oblast, in od koder izvirajo glavni predsednikovi politični nasprotniki, pa Biya ne sodi med klasične afriške diktatorje.